# Diadora
Diadora је италијански мултинационални произвођач спортске опреме са седиштем у месту Каерано ди Сан Марко.
1. ↑  „The history of Diadora”. web.archive.org. 2017-11-02. Приступљено 2024-06-10.